# H. G. Landau
Hyman Garshin Landau (18 décembre 1909 - 2 décembre 1966) est un biologiste mathématicien, statisticien et sociologue américain connu pour utiliser des méthodes mathématiques telles que la théorie des graphes pour comprendre le comportement animal et la dynamique sociale. 

## Biographie
Après avoir obtenu son doctorat en statistiques de l'Université de Pittsburgh, il travaille au Laboratoire de recherche balistique d'Aberdeen Proving Ground, Maryland, tout en enseignant à temps partiel à l'Université du Delaware. Il effectue ses travaux précurseurs à l'Université de Chicago sur les tournois (graphes). Plus tard, il part à l'Université Columbia après avoir été contraint de quitter Chicago par le House Un-American Activities Committee.